# Giovanni Battista Piazzetta
Giovanni Battista Piazzetta, znan i kao Giambattista Valentino Piazzetta ili jednostavno Gianbattista Piazzetta (Pietrarosa kraj Venecije, 13. veljače 1682. - Venecija, 28. travnja 1754.), talijanski slikar;  uz Giovanni Battista Tiepola vodeći majstor settecenta (1600-tog stoljeća) u Veneciji. Posljednji je važni predstavnik mletačkog monumentalno-dekorativnog slikarstva. U njegovim slikama i bakropisima iz kasne faze odražava se duh rokokoa. 

## Životopis
Piazzetta je prvo obrazovanje dobio kod Antonija Molinarija, a zatim je 1703. pošao u Bolognu Giuseppeu Mariji Crespiju čiji je stil izvršio presudan utjecaj na njega. Slikarski clair-obscur, te pastozan način slikanja u mrljama svjedoče o Crespijevom utjecaju. God. 1711. vratio se u Veneciju gdje je pokrenuo vlastitu, veoma uspješnu radionicu, isprva u opreci s vladajućim rokokoom. Nakon 1725. god. paleta mu se počela rasvjetljavati, te su nastala djela velike nježnosti. Takva, za Piazzettu karakteristična djela, su: Slava sv. Dominika iz 1727. god. za crkvu sv. Jurja i Pavla (San Giovanni e Paolo) u Veneciji.
Kao cijenjeni učitelj (učio Tiepola, kasnije je utemeljio školu koja je činila osnovu slavne Venecijanske Akademije. Godine 1750. postao je i njezinim prvim ravnateljem. 

## Djela
Na oltarnim slikama i žanr-prizorima spojio je mletački kolorizam s Caravaggiovim kjaroskurom. Njegove sakralne slike, unatoč majstorskoj tehnici rimsko-emilijanske barokne škole koja se u njima nazire, posjeduju toplinu kretnji i otmjenost boja, što im daje izrazitu neposrednost osjećaja i kiparsku formu. 
Piazzetta radi i žanr-slike u kojima svijet, pun skladnosti, putenosti i živahne elegancije, naizgled nastaje spontano. Na njegovim uljenim slikama likovi su prikazani ili samo do struka ili u punoj veličini.
U kasnijoj fazi blizak je rokokou.
Piazzetta je poznat i po ilustracijama popularnih knjiga., a osobito su mu uspjele ilustracije za Tassov „Oslobođeni Jeruzalem”. 

## Vanjske poveznice
- Piazzetta na WGA (engl.)